# Röyksopp
A Röyksopp (IPA: ['ɾœʏkˌsop:]) egy elektronikus zenét játszó norvég együttes, amely két tagból áll. Torbjørn Brundtland és Svein Berge 1998-tól kezdve zenélnek együtt, ekkor alakult meg a Röyksopp együttes. A név jelentése norvégul annyit tesz: óriás pöfeteg (röyk = füst, sopp = gomba). A duó debütáló albuma 2001-ben jelent meg Melody A.M. címmel, és rögtön világraszóló sikert aratott.

## Történetük
Brundtland és Berge iskolatársak voltak a norvégiai Tromsøban, s a kilencvenes években megjelenő elektronikus hangzások nagy hatást gyakoroltak mindkettejükre. Azonban csak évekkel később kezdtek el együtt zenélni, amikor újra összetalálkoztak Bergenben. A város lüktető underground elektronikus zenei életében számos más ismert norvég előadó is bontogatta szárnyait - többek között a Kings of Convenience énekes-gitárosa Erlend Øye vagy a Bergen Wave zenészei.
A Röyksopp első számait egy helyi független kiadó (Tellé) adta ki, majd később Nagy-Britanniában a Melody A.M. albumot már egy nagyobb kiadó menedzselte. A kislemez a legismertebb számokat tartalmazta: "Eple", "Poor Leno", "Remind Me" és "Sparks". A "Eple" szám címe szójátékként kimondva IPA: ['ɛplə] norvégul annyit tesz, mint "alma".
Népszerűségüket egyedi, de mégis közérthető videóklipjeikkel is növelték; igen jót tett, amikor elkészült a H5 által készített videóklip a Remind me című számhoz, ami meg is nyerte 2002-ben a legjobb klipnek járó díjat. Ebben az évben három kategóriában is jelölték őket: "Legjobb Skandináv", "Legjobb Új Előadó" és a "Best Dance Act" kategóriában is, de csak a legjobb videó kategóriában nyertek. A díjátadón a "Poor Leno"-t adták elő élőben.
Számos Röyksopp számot felhasználtak televíziós reklámokban, film-betétdalként vagy háttérzeneként. Az "Eple" című számot az Apple licencelte is a Mac OS X Panther operációs rendszer üdvözlő zenéjének, a BBC internetes műsorának (Click) pedig szintén ez a dal lett a szignálja. A Virgin rádiójában is sokáig ez a szám szólt a műsorvezető szövege alatt, valamint a KLRU amerikai köztelevíziónak is ez lett a logó-zenéje; a Dán Televízió több számukat beépítette a "Rabatten" című népszerű műsorába. Az első ismert számuk a "So Easy" a T-Mobile egyik reklámjában tűnt fel, és került az érdeklődés középpontjába. . Ebből a számból készült később a "Remind me" című sláger is.
A Röyksopp második stúdióalbuma, a The Understanding 2005. július 12-én jelent meg, amit az "Only this moment" című számuk előzetes közzététele vezetett be. Ennek a számnak a klipje szorosan kapcsolódik az 1968-as diáklázadások témaköréhez. Az album második közzétett száma egyben a Fifa 06 című EA Sports számítógépes játékban is bemutatkozott. Csehországban és Szlovákiában pedig az O2 televíziós reklámjában is megjelent erről az albumról a What Else Is There?, illetve a Cashback film betétdalaként is felbukkant ugyanez a szám.
2006-ban kiadtak egy kilenc számot tartalmazó CD-t, "Röyksopp's Night Out" címmel. Az album egy új mixet tartalmazott a "Sparks" című számból és egy feldolgozást a "Go with the Flow"-ból, ami eredetileg egy Queens of the Stone Age szám.
A következő évben más alkotókkal közösen készítették el a "Back to Mine" sorozatukat. Az album 2007. március 5-én jelent meg az USA-ban, április 27-én pedig az Egyesült Királyságban. Tartalmazza a "Meatball" című számot, illetve többek között egy remix-et is Mike Oldfield "North Star/Platinum Finale" című számából.
2 évvel később jelent meg következő stúdióalbumuk a Junior, amit 2009. március 23-án adtak ki, legismertebb (leggyakrabban játszott) szám az albumról a Happy up here - klipje egy Space Invaders-támadást demonstrál az igazi világban, pixeles idegen lényekkel, amik házakat és Trabanthoz hasonló autókat lőnek szét (játék-szerű) plazmalövedékekkel.
2010. szeptember 13-án jelent meg legutóbbi, Senior c. albumuk, amelyen a 10 szám közül leginkább figyelemreméltó a "Forsaken Cowboy" c., hollywoodi westernfilm hangulatát idéző kompozíció.

## Díjak, elismerések
2001
- Legjobb klip - Eple - Spellemann (Norvégiában a Grammy-díj megfelelője)
- Legjobb elektronikus album - Melody A.M.- Spellemann

2002
- Legjobb zenei videó - Spellemann
- Legjobb zenei videó - MTV Europe Music Awards
- Spellemann Award

2005
- Legjobb pop előadó - Spellemann

## Lemezek

### Stúdióalbumok
- Melody A.M. (2001) Poplista helyezések: #9 UK #1 NOR # 69 NL #84 FR #50 SWE
- The Understanding (2005) Poplista helyezések: #13 UK #1 NOR #48 NL #45 FR #39 FIN #7 SWE #41 GER
- Junior (2009)
- Senior (2010)
- The Inevitable End (2014)

### Élő felvételek
- Röyksopp's Night Out (2006)

### Egyéb albumok
- Back to Mine (2007) - Helyezések: #13 Brit poplista #24 Norvég poplista

## Külső hivatkozások
- Röyksopp hivatalos oldal
- Röyksopp fórumok
- Röyksopp interjú
- Végtelen nyugalmat hozott a Röyksopp, index.hu (magyar)
- A norvégoknak gyönyörű a Balaton, index.hu (magyar)